# Palazzo Rosciano
Palazzo Rosciano è un edificio di Livorno, posto nel quartiere della Venezia Nuova. È sede dell'Autorità portuale cittadina.

## Storia
Nei primi decenni del XVII secolo le autorità decretarono la realizzazione di un nuovo quartiere, noto in seguito come Venezia Nuova, nell'area compresa tra la Fortezza Nuova e il Canale dei Navicelli.
Qui, nella seconda metà del medesimo secolo, il mercante d'origine ligure Giuseppe di Pietro Rosciano (o Rossano) entrò in possesso di un lotto di terreno sul quale edificò un grande magazzino.
La presenza della vicina Fortezza Nuova (e dei vincoli militari ad essa connessi) impedirono inizialmente la costruzione di un palazzo residenziale vero e proprio; tuttavia, quando sul finire del Seicento fu deciso di ridurre l'estensione del baluardo mediceo, i lavori del palazzo furono portati a termine.

## Descrizione
Il Palazzo Rosciano è stato completamente restaurato da Nencini Architetti negli anni ottanta del Novecento per essere destinato ad uffici di rappresentanza dell'Autorità portuale di Livorno.
L'edificio, che rappresenta uno dei primi interventi di rilievo all'interno del quartiere, si inserisce a margine dell'antico fossato che un tempo circondava la Fortezza Nuova nella sua estensione originaria.
La facciata, dall'andamento leggermente convesso, si eleva per quattro piani fuori terra e presenta un apparato ornamentale assai ridotto: le aperture sono inquadrate all'interno di semplici cornici in pietra, mentre il portone principale è affiancato da due colonne tuscaniche che sorreggono il sovrastante terrazzo.
Al piano terra un tempo si trovavano i magazzini del palazzo ed i piani superiori erano utilizzati come residenza della famiglia e della servitù: in particolare, meritano di essere osservati la grande aula che si apre al primo piano (oggi utilizzata come sala riunioni) e il belvedere posto alla sommità dell'edificio, dal quale era possibile seguire le operazioni commerciali nel vicino porto.